# John de Warenne
John de Warenne (1231 - Kent, ca. 29 september 1304) was de zesde graaf van Surrey en was een belangrijke edelman tijdens het bewind van de koningen Hendrik III en Eduard I.

## Biografie
John de Warenne werd geboren als zoon van graaf William de Warenne en Maud Marshall. Zijn vader overleed al toen John nog jong was, en hij werd daarna opgevoed aan het koninklijk hof. Peter II van Savoye werd aangesteld als voogd van de landerijen van De Warenne. In 1247 trouwde John de Warenne met Alice de Lusignan, een halfzus van koning Hendrik III.
In 1260 steunde hij Simon V van Montfort in de Tweede Baronnenoorlog, maar drie jaar later steunde hij weer de koning. Hij vocht aan de zijde van de koning tijdens de slag bij Lewes en de slag Evesham. Vervolgens vocht hij mee in de militaire campagnes van Eduard I in Wales en was hij in 1296 ook betrokken bij de invasie in Schotland. Hij werd dan ook door de koning aangesteld als landvoogd van Schotland. Al binnen een jaar keerde hij terug naar Engeland omdat het Schotse klimaat te slecht voor zijn gezondheid was. 
De Warenne werd gedwongen terug te keren naar Schotland na de opstand van William Wallace, door wie hij in de slag bij Stirling Bridge werd verslagen. Toch kon hij in 1298 Berwick heroveren en was hij een van de legeraanvoerders in de Slag bij Falkirk, waar Wallace verslagen werd.
John de Warenne overleed in 1304 en werd bijgezet in de priorij van Lewes. Hij werd als graaf opgevolgd door zijn kleinzoon John.

## Huwelijk en kinderen
John de Warenne was getrouwd met Alice de Lusignan en met haar kreeg hij drie kinderen:
- Eleanor, trouwde met Henry Percy
- Isabella, trouwde met de Schotse koning John Balliol
- William, trouwde met Joan de Vere en werd de vader van kleinzoon John de Warenne